# Московський район (Санкт-Петербург)

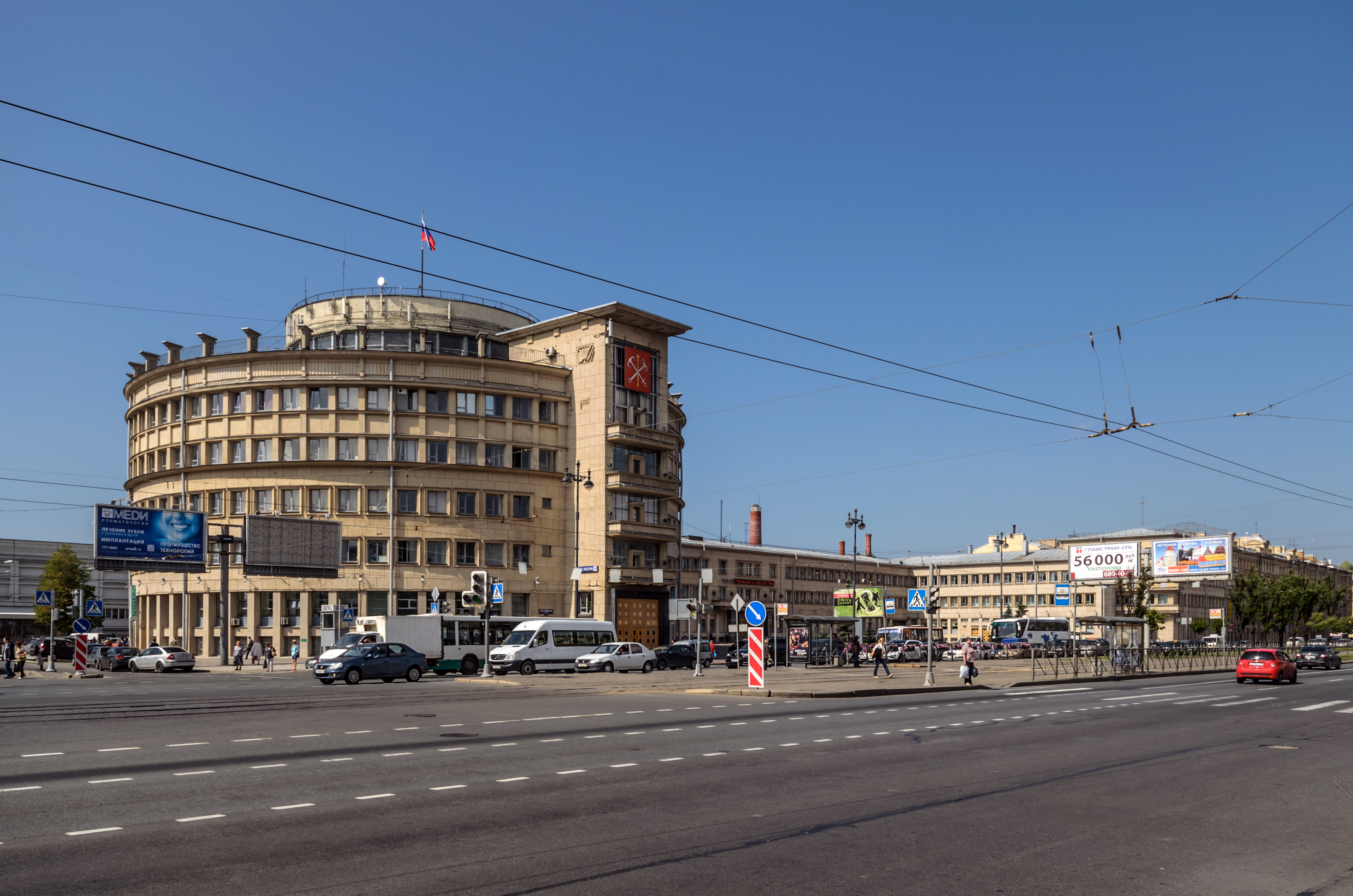
Будівля адміністрації Московського району

Московський район — один із 18 районів — найбільших територіальних одиниць сучасного Петербурга. Займає площу 7305,48 гектарів у центральному секторі південної частини міста між Кіровським й Красносельським районами на заході й Фрунзенським районом на сході. Південну й південно-західний край Московського району формує межу з Пушкінським районом, сформованим у 1938—1959 роках на найближчих приміських територіях, що раніше перебували у прямому підпорядкуванні Ленради. Район відіграє роль «південних воріт міста», оскільки на його території розташований міжнародний аеропорт Пулково, а також проходять дві великі автошляхи північно-заходу Росії — «Росія» (Московське шосе) та «Псков» (Пулковське шосе/Київське шосе).

## Муніципальні освіти
- Московська застава
- Гагарінське
- Новоізмайловське
- Пулковський меридіан
- Звьоздне

## Московський район сьогодні
На початку XXI сторіччя в Московському районі налічувалося понад 252,4 тисячі мешканців, із яких близько 220 тисяч мешкало в окремих квартирах. У районі понад 1100 житлових будинків і 100000 квартир, ведеться будівництво великих обсягів нового багатоквартирного житла. У районі 43 школи, серед яких дві гімназії, ліцей, 8 шкіл із поглибленим вивченням предметів. У районі працює 16 середніх спеціальних і професійних навчальних закладів, 73 дитячих дошкільних заклади. 4 лікарні, 2 стоматологічні поліклініки, 20 амбулаторно-поліклінічних установ. До послуг мешканців району — три парки, дитячий театр «Казка», Будинок молоді, 12 бібліотек, муніципальний виставковий зал, спортивно-концертний комплекс, культурно-дозвільний центр «Московський» і 23 підліткових центрів і підлітково-молодіжних клубів, дві музичні і одна художня школи, п'ять стадіонів, Центр фізичної культури, 3 плавальних басейни, 27 тенісних кортів, 117 спортивних залів.
Московський район відноситься до промислово розвиненим районів міста і входить до п'ятірки найбільших, що забезпечують близько 60 % виробництва промислової продукції (робіт і послуг). Визначальними галузями для району є машинобудування і харчова промисловість. Підприємства і організації району здійснюють поставки устаткування і виробів у 35 країн світу. У XXI сторіччі багато промзони ліквідується і забудовується житлом й комерційними площами: так, повністю ліквідована західний майданчик заводу «Електросила», ліквідується історичний м'ясокомбінат «Самсон».
Із невиробничих галузей економіки визначальними для району є транспортні вантажні і пасажирські перевезення і торгівля. Територію району перетинають промислово значущі залізничні Путилівська гілка і Південна портова гілка, на останній у межах району розташовані великі вантажні станції Предпортова і Середнєрогацька.

### Великі підприємства
- СПМБМ «Малахіт»
- ЦМКБ «Алмаз»
- Криловський державний науковий центр
- завод Електросила
- РНДІ «Електронстандарт»
- Лендіпронафтохім
- Ленгазспецбуд
- аеропорт Пулково

### Метро
Усі нині діючі в Московському районі станції метро належать Московсько-Петроградської лінії і були побудовані за радянської доби. Це, за порядком відкриття, рухаючись із півночі на південь:
- Московські ворота (відкрита 29 квітня 1961 року)
- Електросила (відкрита 29 квітня 1961 року)
- Парк Перемоги (відкрита 29 квітня 1961 року)
- Московська (відкрита 25 грудня 1972 року)
- Зоряна (відкрита 25 грудня 1972 року)
- Купчино (відкрита 25 грудня 1972 року) з прилеглим електродепо «Московське», відкрито 12 грудня 1972 р.

Вихід із попередньої «Московським воротам» станції Фрунзенська}} (відкрита 29 квітня 1961 року), розташований між будинками № 65 і 73 на Московському проспекті, за 200 метрів від набережної Обвідного каналу, після останнього перегляду внутрішньоміських меж опинився в Адміралтейському районі. Проте всі квартали на протилежному, парному боці проспекту, починаючи від Обвідного каналу, належать до Московського району.
На початкових етапах перебуває будівництво шостої, Красносільсько-Калінінської лінії метро, три станції якої будуть зведені в Московському районі і плануються до відкриття у 2027 році.
- Борова,
- Заставська →  Московські ворота,
- Броньова →  Броньова-2

Із них «Заставська» передбачається як пересадкова на нині діючу станцію «Московські ворота» Московсько-Петроградської лінії, а «Броньова» — як пересадкова на станцію під умовною назвою «Броньова-2» на передбачуваній на віддалену перспективу Кільцевої лінії, проектування якої поки не почалося.

## Історія
Історія формування Московського району нерозривно пов'язана з історією розвитку Московського проспекту, уздовж якого район і формувався. Дорога, на якій зараз розташований Московський проспект, виникла ще до існування Петербурга як дорога на Великий Новгород. У районі побудованої в ХІХ сторіччі Московської брами починався власне Московський тракт. У петровські часи тут було встановлено шлагбаум, або, як тоді казали, рогатка, і вартова будка з будочником (у проїжджих перевіряли подорожні і стягували збори). Перша була рогатка біля міської застави (майбутньої Московської брами), друга, або середня, рогатка була там, де нині розкинулася площа Перемоги, а третя, далека, — біля млинової греблі біля підніжжя Пулковської гори. Середня рогатка незабаром після виникнення стала транспортним вузлом, де розходилися напрями на Москву, Царське Село, Петергоф (Псков, Рига, Варшава) й (на північ) Петербург. Через це з 1744 року на стику доріг стояв стовп із зображенням спочатку трьох, а згодом чотирьох рук, що вказують напрямки (на сучасній площі Перемоги поділ напрямків реалізовано через круговий рух).

### Московська сторона, Середня Рогатка
Історичним попередником Московського району як адміністративно-територіальної одиниці міста, є Московська сторона — одна з п'яти частин, на які Петро I поділив Санкт-Петербург своїм указом від 25 травня 1718 року. Названа за ознакою розташування на початку доріг, що ведуть на Москву. У ряді територіальних одиниць, що створювалися в порядку наступних реорганізацій, наступниками Московської сторони за назвою і в основному по території стали: Московське передмісті (1767), знову Московська сторона (1782) і, нарешті, Московська волость Санкт-Петербурзького повіту, що проіснувала до перетворень, розпочатих у 1917 році Тимчасовим урядом й продовжених радянською владою.
До назви Московської волості походять назви низки географічних об'єктів, що виникли на її території в XIX—XX століттях. У їх числі Московське шосе, безпосередньо від якого в 1917 році отримав своє ім'я та район. Московська волость і Московська частина — два різних об'єкта. Географічно вони ніколи не перетиналися: волость це частина повіту (в сучасних термінах, області), а Московська частина — одна з поліцейських частин Санкт-Петербурга, міста як такого. Біля витоків обидва ці поняття відносяться до однієї і тієї ж Московської сторони часів Петра I. Те, що проспект, проходить через царську Московську частину, зрештою став Московським, закономірно, оскільки у XVIII столітті в Московській частині був виїзд із міста на Москву.
У 1714 році на Середній Рогатці було побудовано шляховий Середньорогацький палац для відпочинку «августійших осіб» у дорозі. А в 1774 році між ближньою та середньою рогатками почали будувати новий шляховий палац, що спочатку називався Кікерикекінським, а з 1780 року — Чеспенським. У 1831 році Середньорогацький палац передали під богадільню, перед якою заклали великий парк, а в 1971 році знесли для будівництва пам'ятника на Площі Перемоги (парк став сучасним Пулковським парком).
У першій половині XVIII століття забудова на Московському тракті тяглася тільки від Сінної площі до Фонтанки, південніше шумів ліс, а на місці осушених у 1730-ті роки боліт у районі Ліговського каналу, що перетинав дорогу, зеленіли городи. У перші роки тракт був погано влаштовано, у дощові дні він розкисав, мандрівників трясло на вибоїнах. Але після заснування в 1762 році Комісії про кам'яні будівлі Санкт-Петербурга були проведені великі роботи з благоустрою дороги: на всій довжині до Царського села її розширили, по обидва боки проклали осушувальні канави, закрили їх і з'єднали між собою поперечними підземними склепіннями; проїжджу частину засипали піском, а потім дрібним камінням; обабіч обклали «насип» цеглою і знову укрили товстим шаром чистого піску. Усе це завершилося до 1787 року. У цей же час на дорозі встановили мармурові верстові стовпи, 13 із яких збереглися донині, виконані за проектом архітектора Антоніо Рінальді, хоча документально авторство Рінальді не підтверджується. Порівняно нещодавно в зібраннях музею міста Ангулема у Франції серед креслень архітектора Ж. Б.-М. Вален-Деламота було виявлено проект верстового стовпа, поставленого біля Обухівського мосту (такий же стовп зберігся біля Орловських воріт).
Зростання Петербурга і розвиток промисловості вимагали все більших обсягів сировини і продовольства, тому на початку XIX століття виникла необхідність у перебудові та покращенні Московського тракту. У 1817—1834 роках його було вирівняно, розширено, замощено тесаним брусом і перетворено на перше в Росії шосе, протяжністю до Москви. Уздовж нього від Обвідного каналу до Середньої Рогатки висадили невеликі липи. У 1838 році на новій межі міста встановили Московські тріумфальні ворота. У цей час уздовж тракту тяглися багаті дачі титулованих власників. Однак після закінчення будівництва залізниці до Москви транспортне значення Московського тракту різко впало, і на південь від Обвідного каналу замість дач стали з'являтися дрібні фабрики.
Із 1839 року на Пулковській горі діє Головна астрономічна обсерваторія Академії наук. Через неї проходить Пулковський меридіан, який у царській Росії використовувався в якості нульового. Прямий, не містить поворотів, Московський проспект проходить майже вздовж цього меридіану, маючи деякий зсув до заходу. Завдяки цьому одне з муніципальних утворень Московського району називається Пулковський меридіан.

### Радянський час

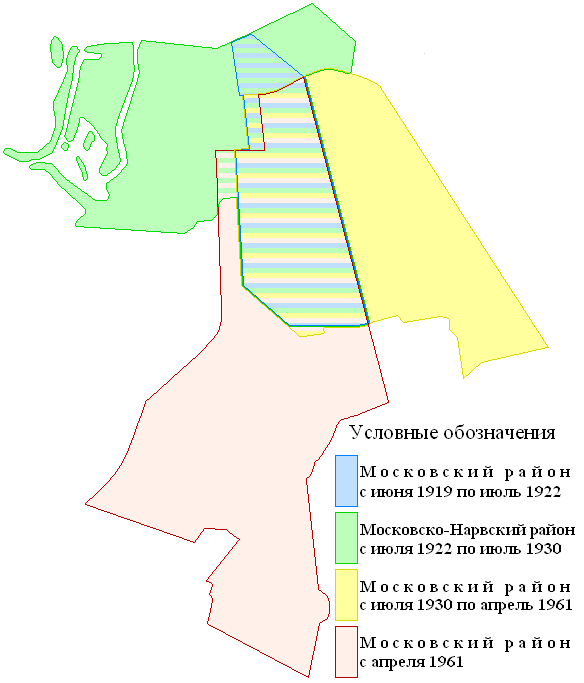
Зміни кордонів Московського району

Території міста в радянський період змінювалася, змінювалися і межі Московського району, утвореного в 1919 році. У рік створення району його південна межа відсунулася від Благодатної вулиці до Середньої Рогатки. У наступні чотири десятиліття відбувалися неодноразові зміни північної, західної і східної меж Московського району, під час яких він включав у себе частини сучасних Кіровського, Адміралтейського, Центрального та Фрунзенського районів. Із 1936 року на Московському проспекті розгорнулися великі роботи за розробленим генеральним планом розвитку Ленінграда. Ядром забудови не тільки Московського району, але й всього міста стала передбачувана головна площа Ленінграда — Московська, тому невпізнанно змінився Московський проспект. Але лише після німецько-радянської війни з утворенням садово-паркового господарства Московського району розпочалося закладання парків, садів, скверів і планомірне озеленення Московського проспекту і всього району. Було закладено парк Перемоги і парк Авіаторів (на місці Корпусного аеродрому), озеленювалися вулиці району, що знову виникали.
У 1961 році південна межа району відсунулася до Пулковських висот, і територія Московського району набула свого сучасного обрису. А в 1975 році з відкриттям монумента героїчним захисникам Ленінграда на площі Перемоги отримав логічне завершення Московський проспект. За площею Перемоги Московський проспект плавно переходить у Пулковське шосе, по обидві боки від якого на всій довжині закладені сквери і сади, а з 1989 року почався формуватися і парк Міст-героїв. Із 1971 року вздовж Пулковського шосе розмістилися теплиці фірми «Літо» (ліквідовані на початку 2000-х років), а за залізничною платформою «Аеропорт» йде територія аеропорту «Пулково». На під'їзді до Пулковських висот (Дальня Рогатка) біля шосе збереглися два старовинних фонтани, споруджені близько двохсот років тому, за якими від шосе йде дорога до міста Пушкін (Петербурзьке шосе). Пулковські висоти, що здіймаються над рівнем моря на 75 м, є частиною горбистої гряди з льодовикових відкладень, що оточує Московський район із півдня. Із Пулковських висот відкривається неозора панорама Московського району та його околиць.
Район Пулковських висот за німецько-радянської війни виявився краєм оборони блокадного Ленінграда, через що тут згодом пройшов меморіальний Зелений пояс Слави, на якому в 1967 році було відкрито пам'ятник «Пулковський кордон» і закладений великий сквер на місці запеклих боїв 1941—1944 років. У війну були знищені майже всі ранні поселення і будівлі на Дальній Рогатці.
Московський район — батьківщина відомого радянського рок-музиканта Віктора Цоя: він народився в 1962 році в пологовому будинку № 9 на території Парку Перемоги, в його околицях пройшло його дитинство і юність.

### Новітній час
У 2005—2006 роках на Московському проспекті проведено комплексний ремонт. Було укладено сучасне дорожнє покриття, встановлено новітнє освітлювальне обладнання і технічні засоби регулювання дорожнього руху.
Московський проспект має досить завершений архітектурний вигляд. Будівництво нових будівель тут практично не ведеться. Проте у 2008 році на перетині Московського і Ліговського проспектів було зведено готель Holiday Inn «Московська брама». У 17-поверховому будинку розміщено 557 сучасно обладнаних номерів — від комфортабельних стандартних до номерів люкс. Наприкінці 2010-х років ця територія піддається масованій реновації у зв'язку з ліквідацією залізничних шляхів колишнього Варшавського вокзалу. Також на Московському проспекті триває будівництво двох житлових комплексів — «Імперіал» (на перетині Московського проспекту і Київської вулиці) і «Граф Орлов» (Московський проспект, 181). Забудовник обох об'єктів — будівельна компанія «ЛЕК». БК «Імперіал», що розташований біля Воскресенського Новодівичого монастиря, являє собою вісім 19-поверхових веж, з'єднаних 5-поверховими будинками. БК «Граф Орлов» займає квартал між Московським проспектом і вулицею Варшавською. До нього також входять кілька висотних домінант.

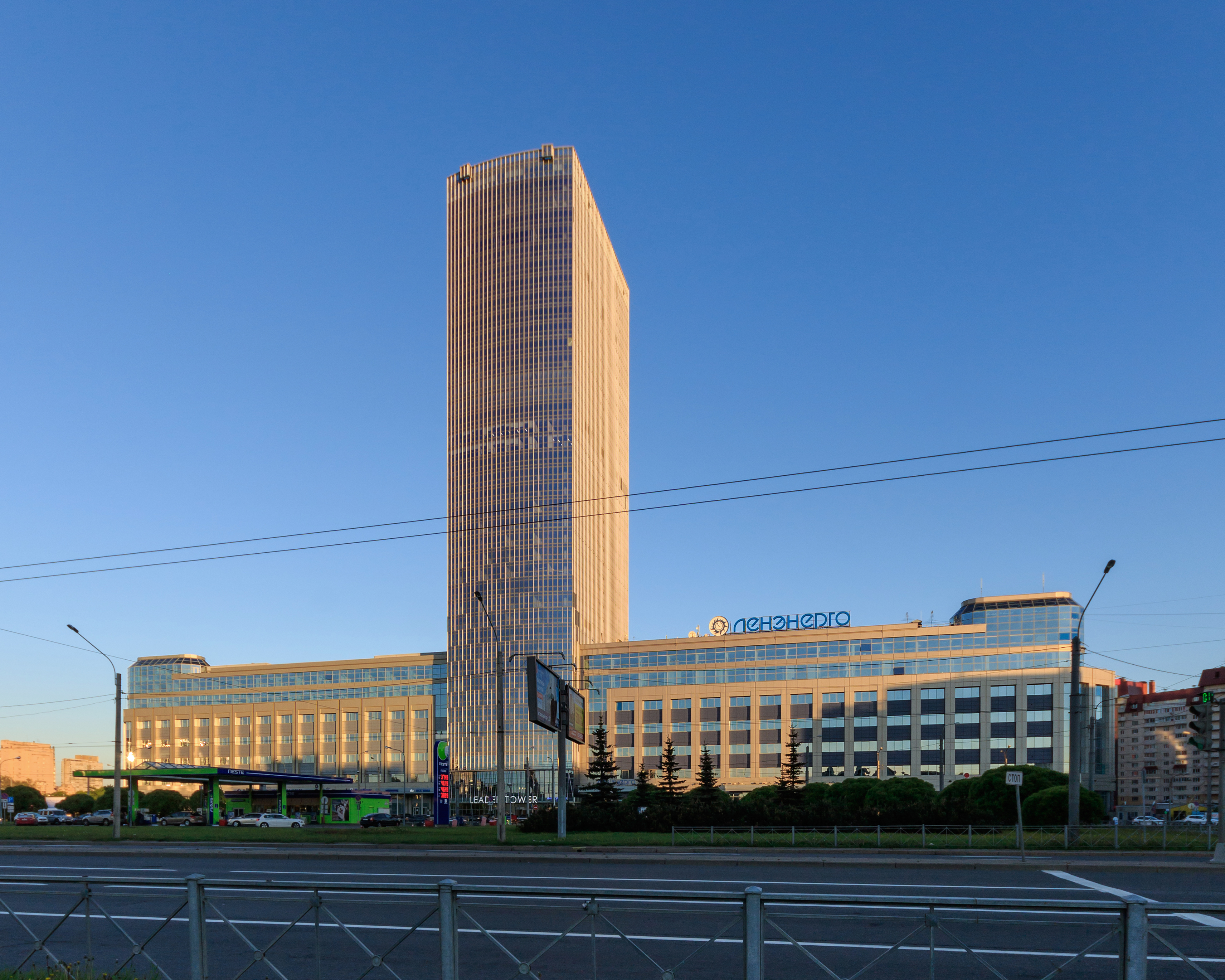
Вежа «Лідер» на пл. Конституції (БЦ «Лідер-Тауер»)

У травні 2006 року на Московській площі відкрився фонтанний комплекс. Площа стала улюбленим місцем відпочинку петербуржців і гостей.
У 2013 році завершено будівництво вежі Leader Tower (народна назва — «Вежа Конституція») — 42-поверховий хмарочос, найвища будівля міста у 2013—2016 рр. Висота будівлі, за повідомленнями забудовника, становила 140 м (висота першого поверху 4,5 м, типових поверхів 3,3 метра без урахування перекриттів). Перша будівля в місті (і друга після Петербурзької телевежі споруда), що стала вище за міську домінанту — Петропавлівський собор. Хмарочос розташований на площі Конституції. Фасад будівлі виконано зі скло-алюмінієвої конструкції, з акцентами на вертикальні ребра віконних плетінь, що підкреслює стрімкість всієї композиції по вертикалі. Ці вертикальні ребра, за проектом, так само слугують для кріплення до них елементів медіафасаду, — світлодіодних модулів із повнокольоровим RGB компонентою (близько 16 000 000 відтінків). Архітектурно-художнє підсвічування будівлі (медіафасад) дозволяє використовувати проектовану будівлю як носій рекламної інформації і як мегаекран під час проведення урочистих міських заходів. Оглядовість і найкраща читабельність відображених деталей сягають на відстані від 100 до 500 м. Медіафасад також добре читається з найближчих точок на автошляхах КАД і швидкісного діаметра СПб. Хмарочос Leader Tower добре видно з літака при підльоті до міста і є міський домінантою. Приблизно з 18 години до 08 години проектує оглядові картини з різними проєкціями і зображеннями, включають повідомлення про свята і загальну інформацію. Висота — 145,5 метрів; 42 поверхи; 9 ліфтів. Без урахування викупу землі весь комплекс робіт інвестор «Лідер Груп» оцінив у $ 3 млрд рублів, або 100 млн доларів. На вершині хмарочоса розташовані ресторан і оглядовий майданчик.